# Mathías Olivera
Mathías Olivera, vollständiger Name Mathías Olivera Miramontes, (* 31. Oktober 1997 in Montevideo) ist ein uruguayischer Fußballspieler.

## Karriere

### Verein
Der 1,84 Meter große Defensivakteur Olivera gehörte seit 2010 der Nachwuchsmannschaft Nacional Montevideo an. In der Saison 2014/15 gehörte er bereits am 6. Juni 2015 im Spiel gegen den Tacuarembó FC dem Spieltagskader der Erstligamannschaft an, wurde aber noch nicht eingesetzt. Nacional gewann in jener Saison die uruguayische Meisterschaft. Am 14. Februar 2016 debütierte er dann für die Montevideaner in der Primera División, als er von Trainer Gustavo Munúa am 2. Spieltag der Clausura beim 3:0-Auswärtssieg gegen River Plate Montevideo in die Startelf beordert wurde. Insgesamt absolvierte er in der Spielzeit 2015/16 zwei Erstligapartien (kein Tor). Während der Saison 2016 kam er nicht in der Liga zum Einsatz, gewann mit dem Team aber erneut die Landesmeisterschaft. 2017 wechselte er zunächst zu CA Atenas, nur wenige Monate später allerdings nach Spanien zum FC Getafe. Die Hinrunde der Saison 2018/19 verbrachte er auf Leihbasis bei Albacete Balompié. Im Sommer 2022 verließ der Uruguayer Getafe und wechselte zur SSC Neapel.

### Nationalmannschaft
Olivera bestritt 2015 vier Spiele (kein Tor) für die U-18-Auswahl Uruguays.  2016 und 2017 kam er außerdem für die U20-Nationalmannschaft zum Einsatz. Im Januar 2022 debütierte er für die A-Nationalmannschaft.

## Erfolge
- Italienischer Meister: 2023, 2025
- Uruguayischer Meister: 2015, 2016